# Girolamo Basso della Rovere
Girolamo Basso della Rovere, dit le cardinal de Recanati (né en 1434 à Albizzola, dans l'actuelle Ligurie, alors dans la république de Gênes et mort à Fabrica, le 1er septembre 1507) est un cardinal italien de l'Église catholique. Il est le neveu du pape Sixte IV (sa mère est la sœur du pape), le cousin  du pape Jules II et l'oncle du cardinal Clemente Grosso della Rovere, O.F.M.Conv. (1503).

## Biographie
Basso est chanoine à Savone. En 1472 il est nommé évêque d'Albenga et il est transféré à Recanati en 1476. Il est créé cardinal par le pape Sixte IV au consistoire du 10 décembre 1477. Le cardinal Basso est nommé administrateur de Gubbio en 1482. Basso est un ami des arts et des lettres. Il finit la construction de la basilique de Loreto, commencé par le pape Paul II. Il engage Melozzo de Forlì pour faire des fresques  dans la chapelle de la trésorerie.
Le cardinal Basso participe au conclaves de 1484 (élection d'Innocent VIII), de 1492 (élection d'Alexandre VI) et aux deux conclaves de 1503 (élection de Pie III et de Jules II).
Sa tombe est construite par Andrea Sansovino.

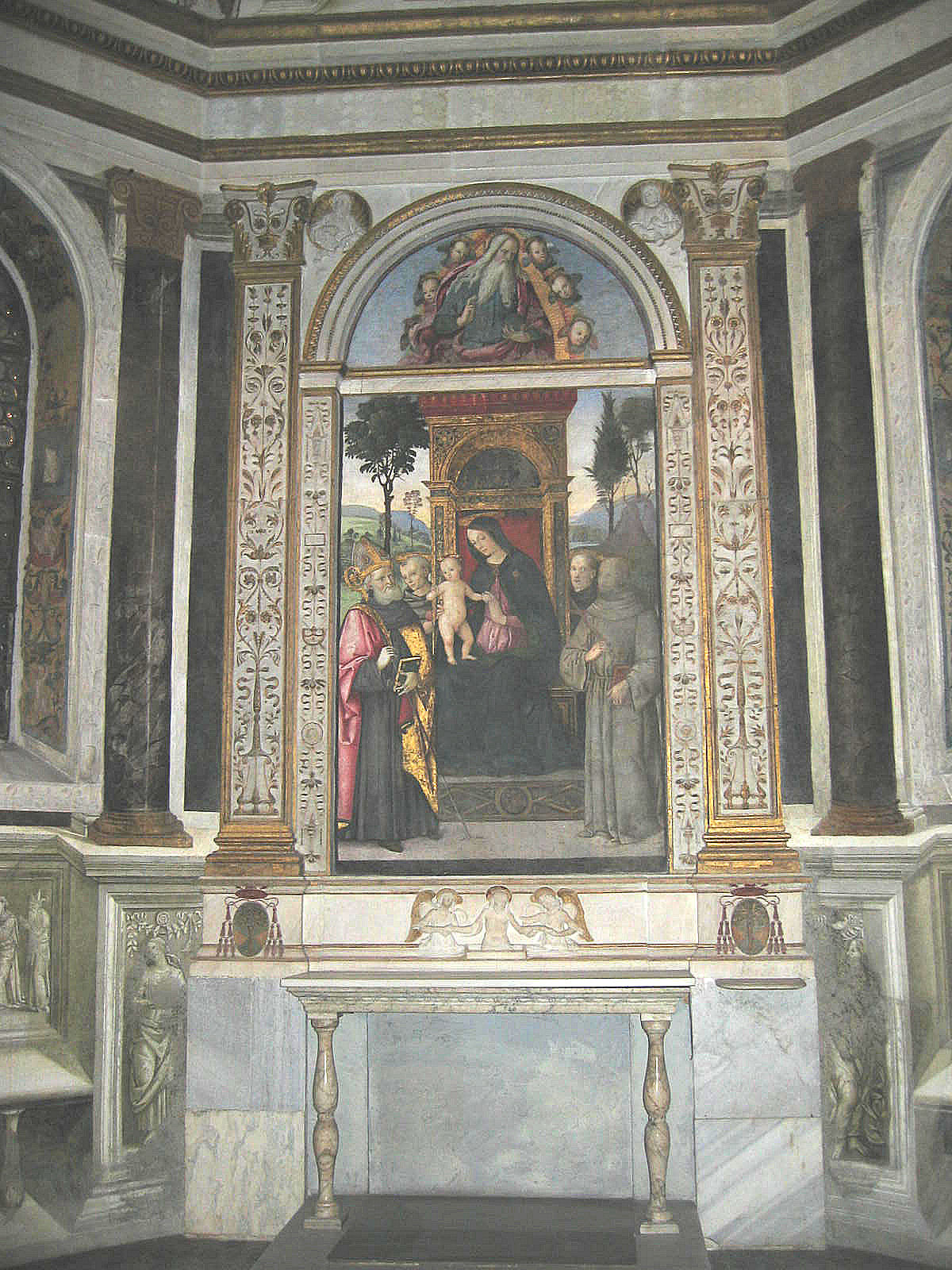
Chapelle Basso della Rovere à la Santa Maria del Popolo